# Sojuz TM-30
Sojuz TM-30 (Союз ТМ-30) – rosyjska załogowa misja kosmiczna, stanowiąca trzydziestą dziewiątą i ostatnią załogową wyprawę na pokład stacji kosmicznej Mir. Załoga miała za zadanie wykonać naprawy na pokładzie czternastoletniej stacji, przede wszystkim skorygować orientację jednego z paneli słonecznych i zlokalizować i naprawić przyczynę wycieku powietrza. Misję częściowo sfinansowało przedsiębiorstwo Mir-Corp.